# Rochefort (Belgien)
Rochefort ist eine belgische Gemeinde in der Region Wallonien mit 12.716 Einwohnern (Stand 1. Januar 2024). Sie liegt in den Ardennen und besteht neben dem namensgebenden Hauptort aus zehn weiteren Ortsteilen.
Dinant liegt 24 Kilometer nordwestlich, Namur 40 Kilometer nordwestlich und Brüssel etwa 90 Kilometer nordwestlich.

## Geschichte
Rochefort verdankt seinen Namen einer Befestigung (rocha fortis, übersetzt etwa Felsenburg), die von den ersten Herren Rocheforts, der Familie Montaigu, auf einem Felssporn erbaut worden war. Burg und der Ort waren Mittelpunkt einer Seigneurie, die 1494 vom römisch-deutschen König Maximilian I. zu einer Grafschaft erhoben wurde (siehe Grafschaft Rochefort (Famenne)). Diese war ab 1544 im Besitz der Familie zu Stolberg, ehe sie 1574 an das Geschlecht derer von Löwenstein-Wertheim kam.

## Verkehr
Die nächsten Autobahnanschlussstellen sind Rochefort und Wellin an der A 4/E 411.
Im Ortsteil Jemelle vier Kilometer östlich des Hauptortes befindet sich der nächste Bahnhof an der Bahnlinie 162 von Namur in Richtung Luxemburg.
Der Flughafen Brüssel-Charleroi und der Flughafen Lüttich sind die nächsten Regionalflughäfen mit teilweise internationalen Verbindungen.

## Sehenswürdigkeiten

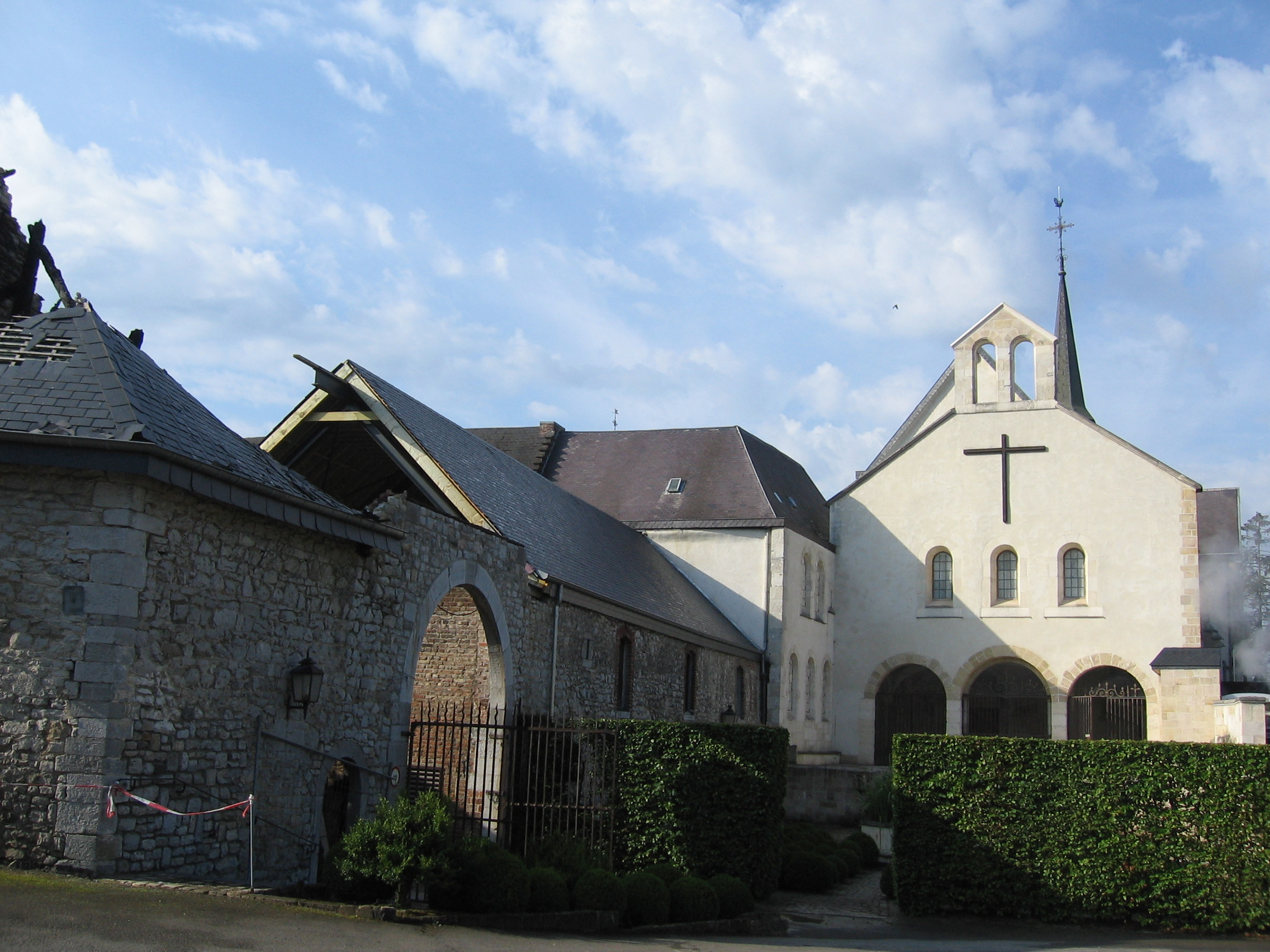
Trappistenabtei N. D. de Saint-Rémy

Der Ort wird von der Ruine des einstigen Grafenschlosses überragt. Seit 2010 wird das Areal als Erholungsheim für kranke Kinder genutzt und ist deshalb nur für Gruppen nach Voranmeldung und im Rahmen einer Führung zu besichtigen. Im Ortsteil Lavaux-Sainte-Anne steht das gut erhaltene gleichnamige Schloss.
In Rochefort liegt zudem die im 13. Jahrhundert gegründete Abtei Notre-Dame-de-Saint-Rémy der Trappisten. In der Abtei wird seit Anfang des 19. Jahrhunderts das Trappistenbier «Rochefort» gebraut.
Die Loreto-Grotte (Grotte de Lorette) wurde 1865 entdeckt und steht Besuchern für Besichtigungen offen.
An der Autobahn E 411 steht eine monumentale Stahlskulptur, L‘ Arc Majeur, von Bernar Venet, die aus zwei Bogensegmenten besteht.

## Persönlichkeiten
- François Crépin (1830–1903), Botaniker
- Léo Houziaux (* 1932), Astronom